# 버바 스미스
버바 스미스(Bubba Smith, 1945년 2월 28일 ~ 2011년 8월 3일)는 미국의 배우이다. 키가 201cm나 되어 덩치가 매우 크다.
텍사스 보몬트에서 태어났으며 로스앤젤레스에서 사망하였다. 사인은 과다복용이다. 본명은 찰스 에런 스미스(Charles Aaron Smith)다.

## 출연 작품
- 풀 클립 (2004년) - 슬리피 역
- 표류교실 (1995년)
- 햄들의 침묵 (1994년)
- 피스트 오브 오너 (1993년)
- 마이 사무라이 (1992년)
- 그렘린 2 - 뉴욕 대소동 (1990년) - 카메오 - 본인 역
- 돈벼락을 맞은 남자 (1989년)
- 폴리스 아카데미 6 (1989년)
- 폴리스 아카데미 5 - 마이애미 비치 임무 (1988년)
- 흑과 백의 분노 (1987, The Wild Pair)
- 폴리스 아카데미 4 - 시민 순찰대 (1987년)
- 못말리는 번디 가족 (1987년) - 본인 역
- 블랙 문 라이징 (1986년)
- 폴리스 아카데미 3 - 재훈련 (1986년)
- 폴리스 아카데미 2 - 첫임무 (1985년)
- 폴리스 아카데미 (1984년)
- 블루 썬더 (1984년)
- 스토커 에이스 (1983년)
- 더 빅 블랙 필 (1981년)
- 우정의 마이애미 (1980년)